# 1546

## Родени
- 14 декември – Тихо Брахе, датски астроном

## Починали
- Франсиско де Ореляна, испански изследовател
- 18 февруари – Мартин Лутер, немски теолог